# Super Hang-On
Vous lisez un « bon article » labellisé en 2019.
Super Hang-On (スーパーハングオン) est un jeu de course de moto développé par Sega-AM2 et édité par Sega sur borne d'arcade en mai 1987. Suite du jeu Hang-On, il apporte plusieurs nouveautés comme le choix du nombre de courses en fonction du niveau de difficulté défini, de meilleurs graphismes, avec un changement de décors plus progressif durant les courses, et une bande-son améliorée. Il intègre également un nouveau bouton turbo qui peut être activé à grande vitesse. Sega veut exploiter ses franchises et demande ainsi à Yū Suzuki de produire une suite, bien qu'il n'apprécie pas la démarche. L'accent est délibérément mis sur l'approfondissement du gameplay plutôt que sur le côté matériel de la borne. Le jeu connait plusieurs éditions sur plusieurs systèmes d'arcade Sega en 1987 puis 1989, ainsi qu'en 1991 sous le titre Limited Edition Hang-On. Il parait sur console Sega Mega Drive, et de nombreux ordinateurs personnels durant les années qui suivent. Il sort ainsi sur Amstrad CPC, ZX Spectrum, Commodore 64, Amiga, Sharp X68000, Atari ST, PC (DOS) et Mac.
Lors de sa sortie, Super Hang-On est très bien accueilli par la presse spécialisée et les joueurs, notamment la version arcade et ses conversions Amiga, Atari ST et Mega Drive, considérées comme les meilleures. Le jeu s'avère cependant moins important dans l'histoire du jeu vidéo, de Sega ou dans la carrière de Suzuki, que son ainé Hang-On. Le jeu est par la suite réédité dans de nombreuses compilations, toutes plates-formes confondues, ainsi que sur la console virtuelle de la WIi en 2010 et sur Xbox 360 et PlayStation 3 en 2012. Un remake du jeu en trois dimensions développé par M2 est publié en 2013 sur Nintendo 3DS sous le titre 3D Super Hang-On.

## Système de jeu
Super Hang-On est un jeu de course de moto affiché dans une vue à la troisième personne, laissant apparaître la moto au premier plan au centre de l'écran,. La piste reste en position centrale et le joueur suit dans un contre-la-montre les sinuosités de celle-ci proposant virages des deux côtés ou des lignes droites, tout en évitant les adversaires et les éléments sur le côté de la piste,. Le jeu apporte plusieurs nouveautés comme le choix du nombre de courses en fonction du niveau de difficulté choisi, de meilleurs graphismes, avec un changement de décors durant les courses plus progressif, et une bande-son améliorée. Il intègre également un nouveau bouton turbo qui peut être activé à grande vitesse, si la moto atteint 280 km/h, et permet d'atteindre la vitesse de 324 km/h,.
Le jeu propose quatre décors, chacun inspiré de l'Afrique, l'Asie, l'Amérique et l'Europe. Ils sont beaucoup plus détaillés que ceux du précédent opus et comportent des dénivelés et des bosses. Chaque zone propose une course de différente longueur, composée de 6 à 20 segments jalonnés de checkpoints, de la plus facile à la plus difficile,. La course Beginner (débutant) qui se déroule en Afrique, est composée de six segments et de décors très dépouillés. La course Junior (junior) qui prend place en Asie, en comporte dix traversant la campagne, une ville et s'approchant finalement de la côte. Les quatorze étapes de la course appelée Advanced (avancé) se produit en Amérique commencent à New York, puis se déroulent dans les Grandes Plaines, les montagnes Rocheuses et le Grand Canyon. Dans le niveau Expert (expert) située en Europe, la course s'étale sur vingt segments depuis Paris et dans différents lieux. Comme dans le précédent opus, les abords de la piste présentent des panneaux publicitaires arborant divers logos de vraies entreprises. Chaque durée restante est reportée sur la zone suivante. Le joueur peut choisir entre quatre thèmes musicaux. Chaque zone possède sa fin spécifique.
Certaines conversions du jeu proposent trois rapports de vitesses différents,. Dans la version arcade, le joueur doit faire bouger la borne en forme de moto, ou tourner le guidon pour déplacer son avatar à l'écran.

## Développement

### Exploitation de la licence, approfondissement dugameplay

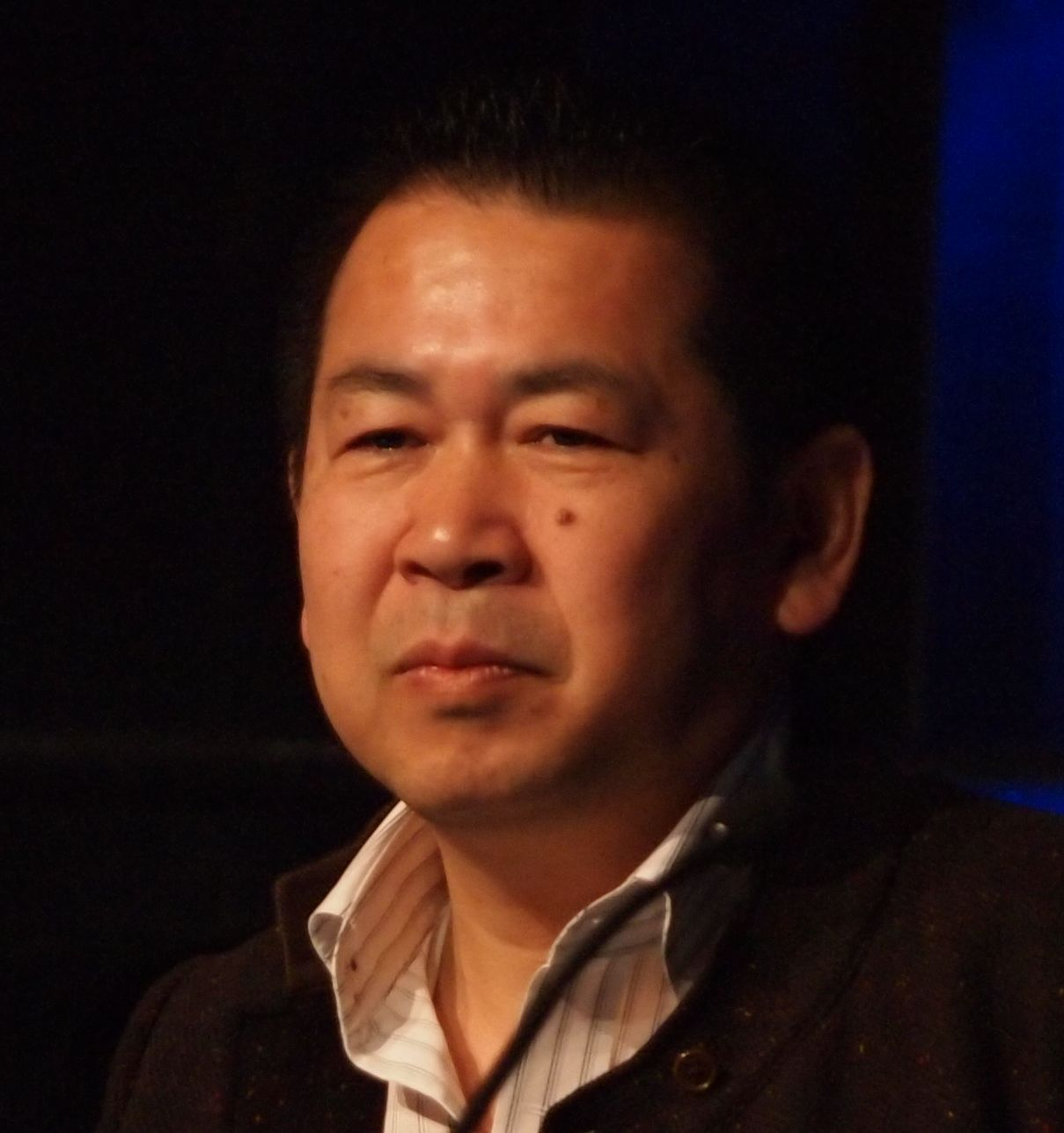
Yū Suzuki en 2011.

Durant la période de développement de Super Hang-On, Yū Suzuki supervise plusieurs jeux. Comme depuis son entrée chez Sega, il travaille beaucoup et n'a peu d'occasion de rentrer chez lui. Il bat même le record du nombre d'heures supplémentaires pour un seul employé. Malgré l'accrochage avec Ferrari au sujet du jeu Out Run et au succès relativement mitigé du jeu Enduro Racer, Sega est satisfait du travail effectué par l'équipe. Par exemple, Hang-On, le précédent jeu, a connu un certain succès et a notamment permis à la filiale américaine de réellement travailler. La borne d'arcade en forme de moto a été la première d'une série de taikans. De son côté, Space Harrier et sa borne mue par des vérins hydrauliques trouvent un succès « immédiat »,. Sega veut exploiter les licences créées, et exige des suites des succès Hang-On, Space Harrier et Out Run. Toutefois, Suzuki est gêné par la demande de sa direction. S'il est facile de produire des suites, il se méfie de ce processus qui n'a pas pour origine une motivation artistique, et qui manque de l'intérêt du défi. Néanmoins, nombre de ses idées n'ont pas pu être intégrées dans le précédent jeu, ainsi Suzuki accepte et se lance, lui et son équipe dans ce projet.
Pour cette suite, l'équipe décide de rester sur des choses simples du point de vue de la borne d'arcade et décide de plutôt développer l'aspect gameplay. Si l'expérience de jeu proposée par le premier opus de la série Hang-On est unique, une seule course est disponible et en résulte un manque de variété dans le système de jeu. Super Hang-On est en réalité une simple amélioration du premier jeu, mais avec une conception poussée à son maximum, qui propose beaucoup plus qu'une simple mise à niveau, si bien que le jeu devient beaucoup plus attrayant. Par exemple, le joueur peut dès le début de la partie choisir la course qu'il désire, ainsi que les musiques. Les décors sont beaucoup plus détaillés et comportent des montées et descentes, un effet qui apporte plus de réalisme.  La qualité des visuels est améliorée grâce un nouveau système d'arcade, bien qu'il soit à peu près équivalemment à celui de Hang-On. Il permet toutefois de meilleures mises à l'échelle qu'auparavant, un élément important dans la mesure où le jeu propose un nouveau bouton turbo permettant à la moto d'accélérer encore plus vite, lorsque la vitesse de 280 km/h est dépassée. Ce système d'arcade, aussi appelé Sega Out Run, fait fonctionner le jeu de conduite de voiture éponyme Out Run. Super Hang-On partage donc certaines similitudes avec celui-ci, notamment le style visuel ou musical, ou la possibilité de choisir les pistes audio. Ce système plus performant a aussi permis d'introduire les dénivelés de la piste.
La borne est commercialisée en deux versions, en borne verticale classique, ou dans une version deluxe en forme de moto, appelée Mini Ride-on, plus petite que la borne Hang-On en forme de moto de couleur rouge,,. Les deux comportent un guidon équipé d'un dispositif de vibration, et une fonction de sauvegarde des high scores grâce à une batterie. La taille plus réduite de la borne en forme de moto est destinée à faciliter son installation dans les salles d'arcade ou des endroits plus petits comme des pizzerias. La borne deluxe est immédiatement reconnaissable mais suffisamment différente pour paraître comme une nouvelle expérience. Elle comporte des haut-parleurs stéréo placés de chaque côté de l'écran. La musique est composée par le trio Koichi Namiki, Katsuhiro Hayashi et Shigeru Ohwada. C'est le premier projet de Namiki, mais tous trois, comme Kawaguchi dans le premier opus, sont musiciens dans des groupes. Ils ont donc composé leur musique en pensant à des performances sur scène. Dans une interview de 2016, Namiki déclare « la musique que nous avons créée n'était pas tellement de la musique de jeu, mais plutôt de la musique qu'un être humain pourrait jouer. N'était-ce pas ce que nous recherchions ? C’était la seule chose que nous puissions faire ». Namiki use de ses talents de guitariste pour composer la bande-son. Il enregistre ses chansons sur bande, puis passe ces enregistrements avant de les réécrire. Le trio bénéficie d'une grande liberté d'action. Yū Suzuki, comme d'autres concepteurs de cette époque, n'est pas très précis quant à la direction à imposer aux musiciens. Dès 1987, le jeu est adapté sur le même système d'arcade que son prédécesseur, également sous forme de borne verticale classique ou équipée d'un siège fixe permettant de s'asseoir,. En 1989, le jeu est également porté sur le système d'arcade Sega Mega-Tech, basé sur le matériel de la Mega Drive,,. Le gameplay des versions verticales et celui de la borne en forme de moto diffèrent en raison de la nature des contrôles. Sur les premières, le joueur fait bouger le guidon et bénéficie de plus d'amplitude que sur la réplique de la moto qui est plus difficile à manœuvrer, et peut donc faire tourner davantage l'avatar à l'écran. Les pistes étaient donc différentes, avec des virages moins prononcés.
Aux États-Unis, Sega Enterprises USA teste la borne pendant trois semaines, au prix de 50 cents la partie, au cours desquelles elle obtient de très bons résultats. La version verticale de la borne est proposée à l'université Stanford, et rapporte en moyenne 438 dollars par semaine. Le jeu est présenté le 29 mai 1987 aux distributeurs américains. La demande est si forte que dès ce jour-là Sega indique que la borne serait livrée en nombre limité. À cause d'une forte demande, pas seulement en Amérique du Nord mais dans le monde entier, Sega est obligé de rationaliser ses livraisons et n'en délivre qu'un petit nombre à chacun de ses distributeurs.
En 1991, Sega commercialise le jeu sous le titre Limited Edition Hang-On dans une borne équipée d'une moto grandeur nature identique à celle du premier opus. Néanmoins, la moto est de couleur bleue pour permettre de la différencier avec son aînée,,,. Cette version bénéficie d'améliorations. Le tableau de bord a été repensé, et ne fait plus apparaitre de partie en fer et couvre la totalité de la zone. Les câbles destinés aux potentiomètres qui servaient à repérer l'inclinaison de la moto ont disparu et laissent place à des barres de liaison et des engrenages. Comme pour Hang-On, la moto utilise le même système composé de deux gros ressorts. Toutes les versions des bornes comportent le bouton de turbo du côté gauche du guidon.

### Conception des portages
L'équipe qui conçoit la version ZX Spectrum veut que cette version soit bien meilleure que le portage d'Enduro Racer sur la même plate-forme, ou celui d'Out Run (encore à l'état de rumeur à ce moment-là). Puisque Super Hang-On est plus un jeu de course qu'Enduro Racer, elle estime qu'elle doit faire mieux que les 5 à 6 images par seconde proposées par ce dernier. La conversion affiche donc un framerate de 10 à 12 en fonction de la quantité d'éléments affichée à l'écran. Le jeu est affiché sur un arrière-plan et un signal défini par routine d'interruption le met à jour quand il en a l'occasion. L'écran suivant peut donc être créé avant même que le joueur ne voit ce premier écran et le programme n'a jamais à attendre le retour de l'image, si bien que le gain de temps est important. De plus, les objets sur le côté de la piste sont limités aux déplacements horizontaux des personnages et la taille maximale des sprites ne doit pas dépasser 64 cases de personnages. Pour un obtenir un affichage plus net, l'équipe choisit d'utiliser des masques de contour sur les sprites et peut donc utiliser les méthodes de tables classiques pour stocker les données graphiques et en doubler leur nombre. L'équipe opte pour des attributs de couleur. Simuler la route est la plus grosse problématique rencontrée par l'équipe. Elle doit forcer certains sprites à quitter l'écran, ou à apparaître ou à tomber, en éclairant ou en obscurcissant d'autres, ou le décor. L'idée est de mieux donner l'impression de conduire dans un virage, que dans certains jeux dans lesquels le joueur a l'impression de voir une courbe projetée et des éléments placés sur le côté se déplacer pour simuler la vitesse. Les graphismes sont aussi un « défi majeur » en termes de capacité de mémoire. L'équipe a besoin de sprites de huit tailles différentes, mais elle ne dispose pas d'assez de place. Entre chaque checkpoint, la route est composée de huit sections de route, une section comprenant un virage à 30 degrés, un virage en « s » à 30-90, une ligne droite, etc. Il existe quinze types de virages différents, chacun avec son miroir, et quatre types de collines, avec chacune une partie haute et basse. À chaque checkpoint, seuls quatre graphismes différents sont affichés. Ainsi, quatre buffers sont utilisés et les sprites sont réduits au début du jeu. Lorsque la plupart des problèmes de programmation sont résolus, l'équipe peut se concentrer sur le gameplay. Elle estime que les caractéristiques du comportement de la moto sont cruciales. Dans un virage, la moto peut être poussée par le vent, la vitesse d'entrée dans le virage est également prépondérante. La moto peut déraper, plusieurs techniques permettent de le stopper le processus et de reprendre de la vitesse. L'angle d'inclinaison de la moto peut être bloqué en appuyer sur les deux directions en même temps.

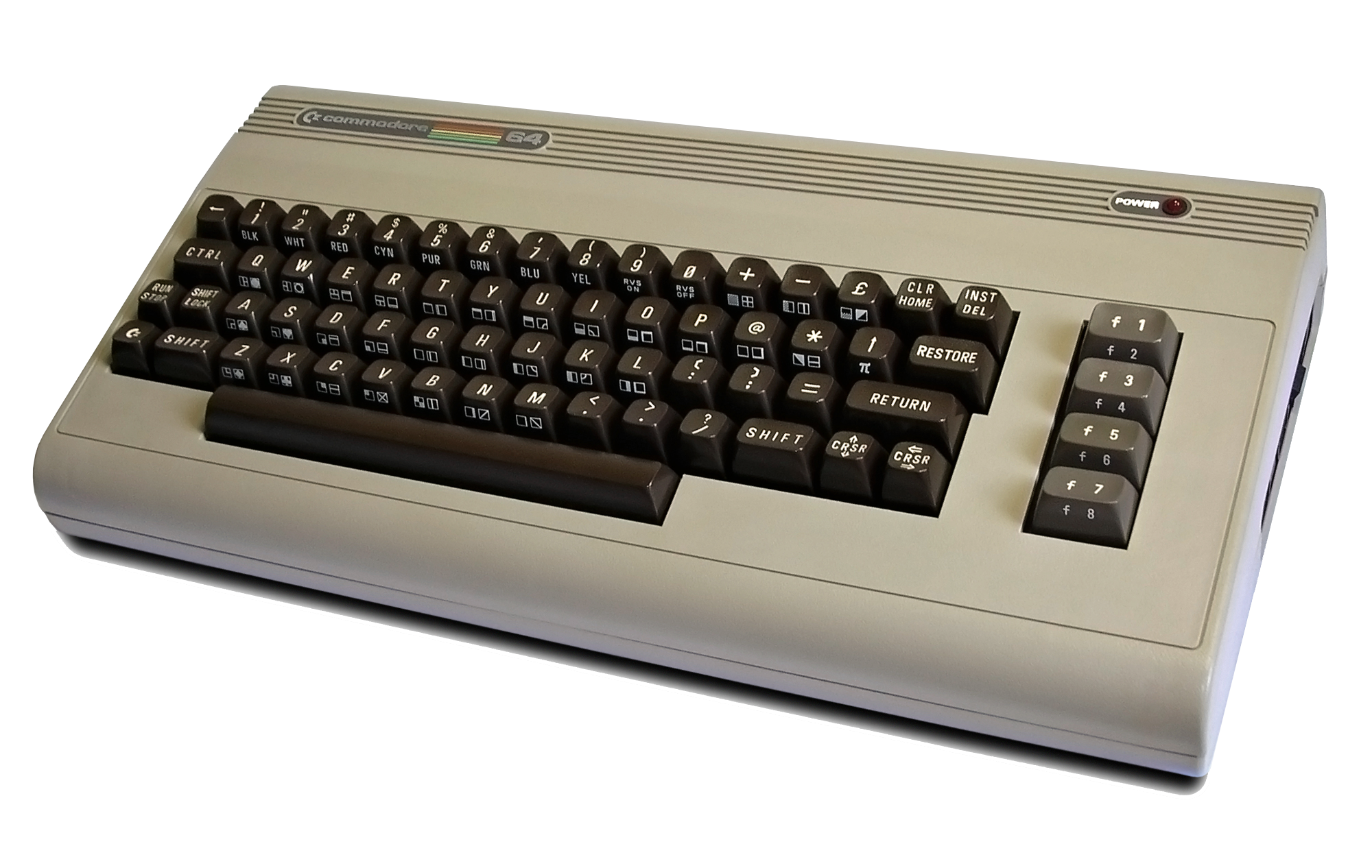
La version Commodore 64 du jeu est débutée, mais le processus s'interrompt. Deux nouveaux programmeurs reprennent le travail, et subissent la lenteur du programme causée par la première partie du code.

Un projet de conversion de Super Hang-On sur Commodore 64 débute, mais le processus s'interrompt sans que le jeu ne soit terminé. L'abandon du portage est envisagé, mais il est proposé à Darrell Etherington et Paul Freeman, qui décident de le terminer. Le duo reprend un projet presque complet, mais qui doit être réparé, complété et amélioré. L'équipe doit toutefois réaliser quelques modifications pour rendre le jeu exploitable. Les mouvements de la route n'étaient « pas très beaux », étaient « assez lents », et « ne retranscrivaient pas assez les mouvements ». Le duo aborde les aspects du jeu les uns après les autres en travaillant chacun sur un point, comme les mouvements de piste, puis la conception de niveau, ou la moto et le motard. L'équipe n'a pas accès au code source original du jeu d'arcade, mais peut jouer à ce dernier dans un restaurant de burger juste à côté dès que c'est nécessaire. Elle conçoit que la lenteur d'exécution de la version finale est un problème, mais estime que la partie du code déjà existante quand elle a repris le projet en est la cause. Elle a passé beaucoup de temps à étudier le code avant d'implémenter ses propres routines, et elle estime que le jeu aurait pu être plus rapide si le duo avait réalisé le code entièrement.

## Versions et commercialisation
La borne est commercialisée en 1987 en deux versions, en meuble vertical classique, ou dans une version deluxe en forme de moto, appelée Mini Ride-on, plus petite que la borne Hang-On en forme de moto de couleur rouge,,. Dès 1987, le jeu est adapté sur le même système d'arcade que son prédécesseur, également sous forme de borne verticale classique ou équipée d'un siège permettant de s'asseoir,. En 1989, le jeu est également porté sur le système d'arcade Sega Mega-Tech, basé sur le matériel de la Mega Drive,,. Le jeu est sorti sous forme de kit de conversion pour borne déjà existante. En 1991, Sega commercialise le jeu sous le titre Limited Edition Hang-On dans une borne en forme de moto grandeur nature identique à celle du premier opus, Hang-On, mais de couleur bleue,.
Le succès du jeu dans les salles d'arcade permet de produire de nombreuses conversions sur les systèmes de jeux à domicile. Activision obtient les droits d'adaptation sur de nombreuses plates-formes, et édite les jeux par le biais d'Electric Dreams Software (en). Le jeu est porté sur différentes plates-formes en 1987. La version ZX Spectrum ne comporte pas de musique durant le jeu,,,,,.  La conversion sur Amstrad CPC est assez similaire à la précédente,,. Le portage Commodore 64 comporte des restrictions en termes de visuels, eu égard aux capacités de la plate-forme,,. La conversion sur Amiga,, est très similaire et l'une des plus fidèles à l'original, comme le portage sur Atari ST sorti en 1988,,. Cette version permet l'utilisation de la souris ou du joystick. Le portage PC (DOS) ressemble à la version Commodore 64. Dans la version Mac, la direction est gérée grâce à la souris, et un clic permet d'accélérer et la barre d'espace sert de frein. Le joueur peut ramasser des sortes d'étoiles parfois disposées sur le côté de la piste en passant dessus, pour augmenter son stock de carburant. Le jeu comporte un éditeur de piste. En 1989, le jeu sort sur Sharp X68000, et Mega Drive. Cette dernière version réalisée par Sega, comporte un mode arcade, mais aussi un mode championnat dans lequel le joueur peut gagner de l'argent en fonction de ses résultats et peut ainsi améliorer progressivement sa moto,. Le jeu fournit un code de 28 caractères en fin de partie pour permettre au joueur de sauvegarder son avancement et de pouvoir recommencer plus tard la partie en rentrant ce code,,.

## Accueil
| Aperçu des notes reçues       |          |
| Arcade                        |          |
| Média                         | Note     |
| Commodore User (UK)           | 6/10     |
| Amstard CPC                   |          |
| Médias                        | Notes    |
| Tilt (FR)                     | 14/20    |
| Amstrad Cent Pour Cent (FR)   | 3/20     |
| ACE (UK)                      | 672/1000 |
| ZX Spectrum                   |          |
| Médias                        | Notes    |
| Tilt (FR)                     | 14/20    |
| Sinclair User (UK)            | 10/10    |
| ACE (UK)                      | 752/1000 |
| Your Sinclair (UK)            | 8/10     |
| Crash (UK)                    | 85 %     |
| Amiga                         |          |
| Médias                        | Notes    |
| ACE (UK)                      | 910/1000 |
| Commodore User (UK)           | 89 %     |
| Amiga Action (UK)             | 80 %     |
| Amiga User International (UK) | 95 %     |
| Micro News (FR)               | 4/5      |
| Atari ST                      |          |
| Médias                        | Notes    |
| Génération4 (FR)              | 92 %     |
| Micro News (FR)               | 4/5      |
| Computer and Video Games (UK) | 8/10     |
| ACE (UK)                      | 892/1000 |
| The Games Machine (UK)        | 8/10     |
| Mac                           |          |
| Média                         | Note     |
| Tilt (FR)                     | 10/20    |
| Mega Drive                    |          |
| Médias                        | Notes    |
| Raze (UK)                     | 74 %     |
| Player One (FR)               | 81 %     |
| Tilt (FR)                     | 16/20    |
| Joystick (FR)                 | 90 %     |
| Computer and Video Games (UK) | 96 %     |
| Mean Machines Sega (UK)       | 89 %     |

### Critiques de la version arcade
Le magazine Arcades qualifie Super Hang-On de « magnifique simulation de course de moto ». Selon ACE, le jeu est plus « excitant et palpitant » que son aîné. Ses améliorations en font un jeu superbe, un second opus « brillant, qui va engloutir de nombreuses pièces de monnaie ». Selon Your Sinclair, les gros haut-parleurs de chaque côté de l'écran offrant des bruitages et le système de vibration sur le guidon procurent « une vraie sensation de conduite sur une route ». L'amélioration des graphismes « revitalise l'expérience de jeu » proposée par le précédent opus, Hang-On. Le magazine qualifie le jeu de « brillant », « rapide », et de simulation « la plus fidèle à la réalité ». Pour Commodore User, la fonctionnalité la plus remarquable est le bouton de turbo. Le magazine rajoute que le rendu de la conduite sur la borne en forme de moto est très réaliste, et estime que les graphismes sont irréprochables et correspondent bien aux lieux désirant être mis en scène. Cependant, s'il juge le jeu très bien réalisé, il le considère comme ennuyeux, à cause d'une certaine répétitivité. Le magazine estime la durée de jeu très courte, d'autant plus qu'il est « assez difficile d'atteindre les checkpoints ». Il considère que Super Hang-On est « sans-doute » une simulation réaliste et fidèle à la réalité, mais n'est pas aussi « excitant » à jouer.

### Critiques des portages
Le magazine Arcades évoquent une « tache jaune » pour désigner les graphismes de la version Amstrad CPC,. Il estime que cette version ne comporte « rien d'extraordinaire, ni dans l'animation, ni dans le son » et reste très éloignée de l'original, tellement que le titre Super Hang-On semble galvaudé,,. C'est aussi l'avis de Micro News qui peste contre un gameplay pas trop mal, « aux graphismes en deux couleurs, qui feraient reculer le plus daltonien de [leurs] lecteurs ». Pour Amstrad Cent Pour Cent, le jeu est « triste » et « nul » à cause de la pauvreté de ses animations, mais aussi de l'absence de jeu à plusieurs. Le magazine qualifie le jeu de « poubelle ». À l'opposé, Tilt apprécie ce portage, ses graphismes et l'impression de vitesse. ACE juge la conversion « pauvre », avec des visuels devenus monochromes, et un son qui a beaucoup perdu à la transposition.
Pour Commodore Force, la version Commodore 64 propose une difficulté de jeu importante. Selon le magazine Retro Gamer, la puce SID produit un son « plutôt agréable », mais la conversion reste « décevante dans son ensemble ». Il juge les décors relativement similaires, bien que la palette de couleurs soit différente. Si de nombreuses couleurs sont affichées à l'écran, les visuels manquent de détails notamment les éléments en bord de route. Le magazine juge les graphismes « sans vie et délavés », avec un scrolling « tellement irrégulier qu'il rend toute l'expérience complètement triste ». Le magazine estime que c'est la plus mauvaise conversion de Super Hang-On et peut-être l'une des plus mauvaises d'un jeu d'arcade sur Commodore 64.
Computer and Video Games juge la version ZX Spectrum « brillante » et bien plus qu'une copie du portage d'Enduro Racer, avec ses propres graphismes originaux. Pour Tilt, les graphismes sont de qualité mais le son est décevant. Crash apprécie les graphismes, avec des motos détaillées possédant des animations saccadées mais rapides, ainsi que les bruitages des moteurs. Le magazine estime que ce portage n'est pas au niveau de celui d'Enduro Racer, mais le juge « superbe » et « offrant un certain défi ». Sinclair User apprécie fortement le titre qu'il qualifie de « superbe conversion du jeu d'arcade », « excitante à jouer », avec « de beaux visuels ». Your Sinclair s'aperçoit avec intérêt que le portage est aussi bon que celui d'Enduro Racer. Le magazine apprécie sa difficulté de jeu élevée. ACE remarque une « immense sensation de vitesse », « des motos bien animées » et de « belles couleurs ». Selon lui, l'aspect audio est la faiblesse de la conversion, mais qui reste globalement « solide ».
La version Amiga est très bien accueillie,,,,,,,,,,. Pour Commodore User, c'est une des meilleures conversions du jeu, grâce à des graphismes et un gameplay de qualité. ACE loue également les visuels et l'aspect sonore de ce portage. Pour Amiga Action, le rendu de la vitesse et de l'accélération est une première. Zzap!64 juge les sprites détaillés et l'animation de la fausse 3D « rapide » et « efficace ». CU Amiga qualifie les visuels de « larges », « claires » avec un niveau de détails « inégalé ». Amiga User International voit un portage pixel pour pixel du sprite de l'avatar. Tilt considère la conversion réussie. Le magazine relève peu d'améliorations par rapport à la version Atari ST, à l’exception notable d'une bien meilleure qualité sonore et de couleurs plus naturelles.
La conversion sur Atari ST est également bien accueillie,,,,,,. Pour Génération4, le portage réussi offre un jeu de course de moto réaliste. Le magazine apprécie les nombreuses options et estime que le rendu de vitesse est meilleur que dans la conversion du jeu Out Run. Selon Micro News, la conversion est en tout point remarquable. Pour Computer and Video Games, la difficulté est parfaitement équilibrée. Le magazine estime que cette version ringardise le jeu Out Run. C'est aussi l'avis du magazine ACE qui considère Super Hang-On meilleur. Le magazine juge les animations « fluides » et « parfaites ». Il estime que peu de jeux possèdent de conversions aussi parfaites. The Games Machine estime que les graphismes sont « excellents » avec un avatar « hautement détaillé, très coloré et très bien animé ». Le magazine considère que les quatre pistes musicales, qui ont le mérite d'avoir été conservées, sont un peu réduites en termes de qualité par rapport à l'original, mais restent de très bon niveau pour une version ST. Pour ST Amiga Format, le jeu est une « excellente conversion d'un classique de Sega » et prouve que le fossé en les jeux d'arcade et ceux sur systèmes 16 bits à domicile s'amenuise régulièrement.
Le magazine Icônes estime que le portage sur Mac est « honnête sans plus ». Le magazine apprécie le turbo, rendant le jeu amusant et l'éditeur de piste, mais regrette que ce dernier ne permette pas créer des circuits identiques à ceux du jeu. Il qualifie les bruitages d'« énervants », et fait état d'un jeu qui ne laisse pas un souvenir impérissable, mais reste agréable à jouer, « de temps en temps et pas trop longtemps ». Le magazine Tilt, qui apprécie les portages de jeux d'arcade sur Mac, précise qu'ils doivent tout de même être réussis. En l'occurrence, ce n'est pas le cas avec Super Hang-On selon lui, dont même la bande-son est jugée décevante. Le magazine relève l'éditeur de circuit, et « un jeu amusant », mais « quelque temps ».
Pour le magazine Retro Gamer, le portage PC (DOS) offre des visuels aux « couleurs criardes, mais manquant de détails ». Les motos sont petites et ressemblent à des cyclomoteurs plutôt que des motos de compétition. La rareté des jeux de course sur PC à la fin des années 1980, lui permet d'avoir une base de fans moyenne. Pour le magazine, cette conversion n'est pas terrible et ressemble à la version Commodore 64, qui est elle-même très moyenne.
Le portage sur Sharp X68000 est la meilleure version selon le magazine Retro Gamer. Celui-ci le désigne comme la conversion la plus fidèle, la plus fluide, aux visuels les plus nets et les plus beaux.
La conversion réalisée par Sega sur Mega Drive est très largement appréciée lors de sa sortie,,. Computer and Video Games qualifie le jeu d'« incroyable », doté de graphismes « étonnant », avec des sprites équivalent à ceux de la version arcade. Le magazine note cependant une toute petite perte de vitesse d'exécution du jeu. Mean Machines Sega observe que le jeu a gardé toute la jouabilité de son modèle. Joystick considère que le jeu est une « réussite ». Le magazine note des sprites et des musiques identiques à celles de l'original, mais relève des décors et une animation laissant « quelque peu à désirer ». Tilt estime que ce premier jeu moto sur la console est une « réussite », un jeu spectaculaire, « meilleur que la version Amiga et Atari ST ». Le magazine rapporte à regret que le jeu est un peu moins rapide que la version arcade. Player One apprécie globalement le jeu, mais déplore un temps de réponse légèrement lent de la moto.

## Postérité

### Importance et série
Super Hang-On ne marque pas autant l'histoire des jeux d'arcade de Sega que son prédécesseur, Hang-On. Il reste apprécié de certains joueurs, si d'autres le rejettent et préfèrent d'autres jeux de course de Suzuki comme Out Run. Selon Tony Mott, auteur du livre 1001 Video Games You Must Play Before You Die, le jeu « peut sembler être une note de bas de page dans l'histoire de Suzuki et du jeu vidéo, une simple suite du titre révolutionnaire sorti deux ans plus tôt [...], mais il laisse une impression durable ». Selon le magazine Edge, c'est à partir de Super Hang-On sorti en 1987 (notamment ses versions Atari ST et Amiga), que Sega peut compter parmi les meilleures entreprises créatrices de simulation de conduite. Your Sinclair classe la version ZX Spectrum au 27e rang dans son top 100 officiel des meilleurs jeux de tous les temps. Amiga Power le place au 41e rang de son top 100 des meilleurs jeux Amiga de tous les temps.
Une suite entièrement en trois dimensions appelée Hang On GP '96 (Hang-On GP '95 au Japon et Hang-On GP aux États-Unis) est commercialisée sur Sega Saturn en 1995,.

### Réédition, adaptation
Super Hang-On est réédité notamment sur Amstrad CPC par Ocean Software dans la série The Hit Squad Sports Collection en 1990. Le jeu est réédité sur CPC dans les compilations Micro Club 4 en 1990 et Super Hang-On - Wonder Boy en 1987. Il est également réédité en compilation sur CPC, ZX Spectrum et Commodore 64 dans Big Box: 30 Mega Games en 1988, Game, Set And Match II en 1988,, et Grand Prix Selection en 1989. La version Mega Drive parait dans les compilations Mega Games I en 1992, Mega Games 6 vol. 1, et Mega Games 6 vol. 2 en 1995, 6-Pak en 1995, et Mega Games 10 en 1997. Le jeu est également réédité dans la compilation Sega Smash Pack 2 sortie sur PC (Windows) en 2003, qui est elle-même incluse dans les compilations Twin Pack 2 en 2000, Sonic Action 4 Pack en 2001, et Sega PC Mega Pack en 2003. La version arcade est rééditée en 2003 sur Game Boy Advance dans la compilation Sega Arcade Gallery, aux côtés des jeux After Burner, Out Run, Space Harrier,.
Dans les jeux Power Drift (1988) et Super Monaco GP II (1992), la moto de Super Hang-On est un véhicule déblocable. De plus, Super Hang-On peut être joué dans la salle d'arcade virtuelle présente dans le jeu Yakuza Zero, sorti en 2017.
La version arcade est rééditée sur la console virtuelle de la Wii au Japon le 14 septembre 2010, puis en Amérique du Nord et en Europe le 3 mai 2012. Cette version est rééditée en 2012 sur Xbox 360 dans la compilation Sega Vintage Collection: Alex Kidd & Co. développée par M2. En 2012, le jeu est réédité sur PlayStation 3 et Xbox 360 dans la série Sega Ages Online. Le jeu figure dans la compilation Sega 3D Fukkoku Archives 3: Final Stage sorti uniquement au Japon sur Nintendo 3DS en 2016.

Logo du jeu 3D Super Hang-On.

En 2013, 3D Super Hang-On, un remake en trois dimensions de Super Hang-On développé par M2, est commercialisé en version dématérialisée sur Nintendo 3DS, dans la gamme 3D Classics. Cette version reprend trait pour trait le gameplay de l'original. Le jeu permet d'utiliser les contrôles classiques, croix directionnelle et boutons, mais aussi une fonctionnalité appelée « contrôles gyroscopiques ». Cette option permet de contrôler l'avatar en inclinant la console d'un côté ou de l'autre. Une option permet de recréer la borne d'origine, en redimensionnant l'image du jeu en plus petit et en l'affichant dans la reproduction de la borne d'origine. Lorsque la moto prend un virage, la borne s'incline avec l'image imitant le comportement de la borne. Le jeu propose également de nouvelles options comme le choix du niveau de difficulté, la possibilité de sauvegarder les données, ou écouter les musiques à volonté,,,.
La bande-son est publiée en avril 2013 dans le monde entier dans une compilation regroupant les pistes des différents jeux de la franchise, sous le titre Super Hang-On: 20th Anniversary Collection. La compilation est à l'origine sortie uniquement au Japon en juillet 2007 pour commémorer les 20 ans du lancement de la série,. En 2015, une bande originale est commercialisée sous le titre Super Hang-On,,. En 1986, Sega commercialise au Japon une série de puzzles à l'effigie de ses franchises à succès, dont Super Hang-On. En mars 2017, des produits dérivés à l'effigie de jeux Sega sont commercialisés au Japon, notamment des tee-shirts Super Hang-On.

### Ressource primaire
1. 1 2  (en) Sega-AM2. Super Hang-On (Mega-Tech) (v. 610-0239-24). Sega. 1989.

### Ressources secondaires
1. 1 2 3 4 5 6  (en) « Hang-On - Sega », ACE, no 1,‎ octobre 1987, p. 25.
2. 1 2 3 4 5  « Hang.On », Arcades, no 10,‎ juillet-août 1998, p. 90.
3. 1 2 3 4 5 6  (en) « Hang-On », Retro Gamer, no 6,‎ juillet 2004, p. 36-37.
4. ↑  Matt Fox, Super Hang-On, p. 285
5. 1 2 3 4 5 6 7 8 9 10 11 12 13 14 15 16 17 18 19 20 21 22 23 24 25 26 27 28 29 30 31 32 33  (en) « Super Hang-On », Retro Gamer, no 77,‎ mai 2010, p. 74-81.
6. 1 2 3 4 5 6 7 8 9 10 11 12 13 14 15 16 17 18 19 20 21 22 23 24  Ken Horowitz, Super Hang-On (U.S.-June 1987), p. 118-120.
7. 1 2 3 4 5 6 7 8 9 10 11 12  Benjamin Berget, 6. Super Hang-On (1987), p. 96-99.
8. 1 2 3 4  Tony Mott, 1980s: Super Hang-On (1987), p. 313-314.
9. 1 2  « Super Hang On », Arcades Hebdo, no 15,‎ septembre 1988, p. 26-27.
10. ↑  (en) « Welcome (Back) to the Fantasy Zone », Edge, no 90,‎ novembre 2000, p. 60-67.
11. ↑  « Space Harrier II », ACE, no 30,‎ mars 1990, p. 39.
12. 1 2  (en) « Super Hang-On », sur Gaming-History.
13. 1 2  (en) « Super Hang-On », sur The Arcade Flyers Archive.
14. 1 2  (en) « Amusement Machine Guide », sur The Arcade Flyers Archive.
15. 1 2 3 4  (en) Jeremy Parish, « 3D Super Hang-On Review: Turning an OK Game Into an Amazing Experience », sur USgamer, 4 décembre 2013.
16. 1 2  (en) « Super Hang-On (Mega-Tech) », sur System16.
17. 1 2  (en) « Inside the Mega Drive », Retro Gamer, no 182,‎ juin 218, p. 21.
18. 1 2  (en) « Limited Edition Hang-On », sur Gaming-History.
19. 1 2 3  (ja) 株式会社インプレス, « 「3D スーパーハングオン」特別インタビュー ジャイロとムービング筐体が創り出す「新たな移植作への提言」 », sur Game Watch,‎ 27 mars 2013.
20. 1 2 3 4 5 6 7 8 9 10 11  (en) « Background Noise: Super Hang-On », Sinclair User, no 71,‎ février 1988, p. 67.
21. 1 2 3  (en) « Super Hang-On », Crash, no 19,‎ février 1988, p. 11.
22. ↑  (en) « Preview: Enduro !!? », Sinclair User, no 69,‎ décembre 1987, p. 136-137.
23. ↑  (en) « Super Hang On », Sinclair User, no 71,‎ février 1988, p. 18-19.
24. ↑  (en) « Super Hang On. », Your Sinclair, no 23,‎ novembre 1987, p. 10.
25. ↑  (en) « Super Hang-On », Your Sinclair, no 59,‎ novembre 1990, p. 78.
26. 1 2 3  « Super Hang-oN », Arcades, no 5,‎ février 1988, p. 93.
27. ↑  « Super Hang-On », Am-Mag, no 37,‎ août 1988, p. 68.
28. 1 2  (en) « Real Action: Super Hang-On », Commodore Force, no 13,‎ décembre 1993, p. 12.
29. ↑  (en) « Still Hanging On », Computer and Video Games, no 55,‎ février 1989, p. 11.
30. 1 2  (en) « Super Hang On », Game Mag, no 13,‎ décembre-janvier 1988, p. 46-47.
31. 1 2  « Super Hang-On », Micro Mag, no 9,‎ janvier 1990, p. 59.
32. 1 2 3 4 5 6  « Super Hang-On: Moto...rola », Icônes, no 21,‎ février 1990, p. 93.
33. 1 2  (en) « Super Hang-On », Computer and Video Games, no 99,‎ janvier 1990, p. 96.
34. ↑  (en) « Game Inex: Super Hang-On », Mean Machines Sega, no 2,‎ novembre 1992, p. 143.
35. 1 2 3 4 5 6 7  (en) « Super Hang-On », Commodore User, no 45,‎ juin 1987, p. 86-87.
36. 1 2  « Super Hang On », Tilt, no 53,‎ avril 1988, p. 71.
37. 1 2  « Et une poubelle, une ! », Amstrad Cent Pour Cent, no 2,‎ mars 1988, p. 41.
38. 1 2 3 4  (en) « Super Hang-On », ACE, no 2,‎ février 1988, p. 39.
39. 1 2  « Super Hang On », Tilt, no 55,‎ juin 1988, p. 26.
40. 1 2  (en) « Super Hang-On », Sinclair User, no 70,‎ janvier 1988, p. 12.
41. 1 2  (en) « Screen Shots: Super Hang On », Your Sinclair, no 26,‎ mai 1998, p. 32.
42. 1 2  (en) « Super Hang-On », ACE, no 18,‎ mars 1989, p. 86.
43. 1 2  (en) « Super Hang On », Commodore User, no 1,‎ janvier 1989, p. 50-51.
44. 1 2  (en) « Super Hang-On Budget », Amiga Action, no 16,‎ janvier 1991, p. 28.
45. 1 2  (en) « Super Hang On », Amiga User International, vol. 3, no 4,‎ avril 1989, p. 34-35.
46. 1 2  « Super Hang-On », Micro News, no 20,‎ avril 1989, p. 42.
47. 1 2 3  « Super Hang-On », Génération4, no 6,‎ novembre 1988, p. 34.
48. 1 2  « Super Hang-On », Micro News, no 17,‎ janvier 1989, p. 95.
49. 1 2 3  (en) « Super Hang-On », Computer and Video Games, no 83,‎ septembre 1988, p. 23.
50. 1 2 3  (en) « Super Hang-On », ACE, no 26,‎ novembre 1989, p. 90.
51. 1 2 3  (en) « Electric Dreams Machine: Super Hang-On », The Games Machine, no 11,‎ octobre 1988, p. 63.
52. 1 2 3  « Rolling Softs », Tilt, no 69,‎ septembre 1989, p. 80-81.
53. 1 2  « Check 'Em Out: Super Hang-On », Raze, no 3,‎ janvier 1991, p. 66.
54. 1 2  « Super Hang-On », Player One, no 2,‎ octobre 1990, p. 54.
55. 1 2  « Super Hang On », Tilt, no 81,‎ septembre 1990, p. 88.
56. 1 2 3  (en) « Super Hang On », Jostick, no 5,‎ mai 1990, p. 58-59.
57. 1 2 3  (en) « Mean Machines: Super Hang-On », Computer and Video Games, no 100,‎ février 1990, p. 92-93.
58. 1 2  (en) « Super Hang-On », Mean Machines Sega, no 1,‎ octobre 1992, p. 127.
59. 1 2 3  (en) « Slots of Fun: Super Hang On », Your Sinclair,‎ août 1987, p. 50.
60. 1 2  « Super Hangon », Arcades, no 7,‎ avril 1988, p. 107.
61. ↑  « Super Hang-On sur CPC », Micro News, no 11,‎ juin 1988, p. 80.
62. ↑  (en) « News: Hang About! », Computer and Video Games, no 75,‎ janvier 1988, p. 8.
63. ↑  (en) « Super Hang-On », The One for 16-bit Games, no 4,‎ janvier 1989, p. 22.
64. ↑  (en) « Super Hang-On », Your Amiga,‎ juillet 1989, p. 64.
65. ↑  (en) « Super Hang-On », Amiga Computing, vol. 1, no 9,‎ février 1989, p. 79.
66. ↑  (it) « Super Hang-On », The Games Machine, no 31,‎ mai 1991, p. 85.
67. ↑  « Super Hang-On », Micro World, no 4,‎ 1989, p. 23.
68. ↑  « Super Hang On », Commodore Revue, no 44,‎ avril 1989, p. 80.
69. ↑  « Super Hang-On », Jeux et Stratégie, no 58,‎ mai 1989, p. 65.
70. ↑  (en) « Super Hang-On », The Games Machine, no 17,‎ avril 1989, p. 53.
71. ↑  « Super Hang-On », Joystick Hebdo, no 19,‎ mars 1989, p. 8.
72. ↑  (en) « Super Hang-On », Zzap!64, no 48,‎ avril 1989, p. 22.
73. ↑  (en) « Super Hang-On », CU Amiga,‎ avril 1991, p. 100.
74. ↑  (en) « Super Hang-On », Amiga User International, vol. 5, no 5,‎ mai 1991, p. 81.
75. ↑  « Super Hang-On », Tilt, no 65,‎ avril 1989, p. 69.
76. ↑  « La Poignée dans le coin », Atari 1st, no 14,‎ novembre 1988, p. 8-11.
77. ↑  (it) « Super Hang-On », The Games Machine, no 9,‎ mai 1989, p. 49.
78. ↑  (it) « Super Hang On », Guida Videogiochi, no 1,‎ juin 1989, p. 40.
79. ↑  (en) « Super Hang-On », The One for 16-bit Games, no 1,‎ octobre 1988, p. 65-66.
80. ↑  (en) « Super Hang-On », ACE, no 13,‎ octobre 1988, p. 91.
81. ↑  (en) « Super Hang-On », ST Amiga Format, no 5,‎ novembre 1988, p. 64.
82. ↑  (it) « Super Hang On », Game Power, no 3,‎ février 1992, p. 91.
83. ↑  (en) « Super Hang On », GamePro,‎ février 1990, p. 86.
84. ↑  (en) « Hang on GP '95 », Edge, no 25,‎ octobre 1995, p. 34.
85. ↑  (en) « Readers' Top 100 Games of All Time », Your Sinclair, no 93,‎ septembre 1993, p. 11.
86. ↑  (en) « Amiga Power's All Time Top 100 Amiga Games », Amiga Power, no 00,‎ mai 1991, p. 12.
87. ↑  « Speedy Gonaltest: Super Hang On », Consoles +, no 53,‎ avril 1996, p. 144.
88. ↑  (en) « Hang on GP '95 », Computer and Video Games, no 170,‎ janvier 1996, p. 56-57.
89. ↑  (it) « Ocean compilation », Guida Videogiochi, no 8,‎ février 1990, p. 6.
90. ↑  « Micro Club 4 (publicité) » [image], sur CPC-Power.
91. ↑  « Super Hang-On + Wonder Boy (jaquette) » [image], sur CPC-Power.
92. ↑  (de) « Big Box: 30 Mega Games », ASM,‎ janvier 1991.
93. ↑  (en) « Game Set And Match II », Computer and Video Games, no 87,‎ janvier 1989, p. 113.
94. ↑  « Game, Set and Match 2 », Am-Mag, no 41,‎ décembre 1988, p. 120.
95. ↑  (en) « Logic Computer Store (ad) », The Games Machine, no 27,‎ février 1990, p. 42.
96. ↑  (pl) « Mega Games », Top Secret, no 37,‎ avril 1995, p. 57.
97. ↑  (pl) « Mega Drive: 6 Megagames », Top Secret, no 51,‎ juin 1996, p. 38-39.
98. ↑  (pl) « Mega Drive: 6 Pack », Secret Service, no 38,‎ septembre 1996, p. 76.
99. ↑  (en) « Games of Yesteryear », GamePro, no 95,‎ août 1996, p. 68.
100. ↑  Puyo, « Les grands classiques Sega de retour », sur Gamekult, 10 juin 2002.
101. ↑  Logan, « Test Sega Arcade Gallery », sur Jeuxvideo.com, 24 juin 2003.
102. ↑  (en) Peter Brown, « Yakuza 0 Review », sur GameSpot, 19 janvier 2017.
103. ↑  (en) Sean Aaron, « Nintendo Download: 14th & 15th September 2010 (Japan) », sur Nintendo Life, 10 septembre 2010.
104. ↑  Boulapoire, « CV : Monster World IV daté en Europe », sur Gamekult, 4 mai 2012.
105. ↑  Rédaction, « Sega annonce ses nouvelles compilations », sur Jeuxvideo.com, 3 avril 2012.
106. ↑  Puyo, « Alex Kidd et Wonder Boy se dédoublent », sur Gamekult, 30 mars 2012.
107. ↑  (en) Damien McFerran, « Matters Of Import: Sega 3D Fukkoku Archives 3: Final Stage », sur Nintendo Life, 5 janvier 2017.
108. ↑  (en) Thomas Whitehead, « Review: 3D Super Hang-On (3DS eShop) », sur Nintendo Life, 2 décembre 2013.
109. ↑  (ja) 馬波レイ, « 『3Dパワードリフト』配信記念！　鈴木裕x堀井直樹スペシャル対談　温故知新、レトロなセガを知るとゲームの進化が見えてくる…… », sur Famitsu,‎ 2 novembre 2016.
110. ↑  (ja) « 「ハングオン」シリーズのサントラがiTunesなどで配信。ボーナストラックも », sur 4gamer.net,‎ 25 avril 2013.
111. ↑  (en) « 『ハングオン』シリーズのサウンドトラックを世界に先駆けて配信開始！ », sur Famitsu,‎ 25 avril 2013.
112. ↑  (en) Jeremy Parish, « SEGA on Vinyl: New Life for Four Classic Game Soundtracks », sur USgamer, 25 février 2016.
113. ↑  (en) Jeremy Parish, « Inside Data Discs, the M2 of Video Game Vinyl », sur USgamer, 24 février 2016.
114. ↑  (en) Steve Hannley, « Streets of Rage II Vinyl Pre-Order Begins This Week, Shenmue/Super Hang-On Back in Stock », sur Hardcore Gamer, 23 février 2016.
115. ↑  (en) « Mean Machines: News », computer and Video Games, no 81,‎ juillet 1986, p. 118.
116. ↑  (ja) « セガのレトロゲームTシャツ『エンデューロレーサー』と『スーパーハングオン』、さらに『ロボピッチャ』が“セガ消し”のおまけ付きで登場！ - ファミ通.com », sur Famitsu,‎ 14 mars 2017.